# Mílétos
Mílétos (latinsky Miletus) je v řecké mytologii synem boha Apollóna a nymfy Areie.
Žil na Krétě, říká se, že o jeho lásku usilovali všichni tři synové krásné Európy a nejvyššího boha Dia, on však z nich měl nejraději Sarpédona. Sarpédonův bratr Mínós vyhnal Míléta z Kréty. Ten potom uprchl do Malé Asie, kde založil město a pojmenoval je svým jménem. Mílétos se později utkal s obrem Asteriem a v boji ho zabil.